# Norman Kalle

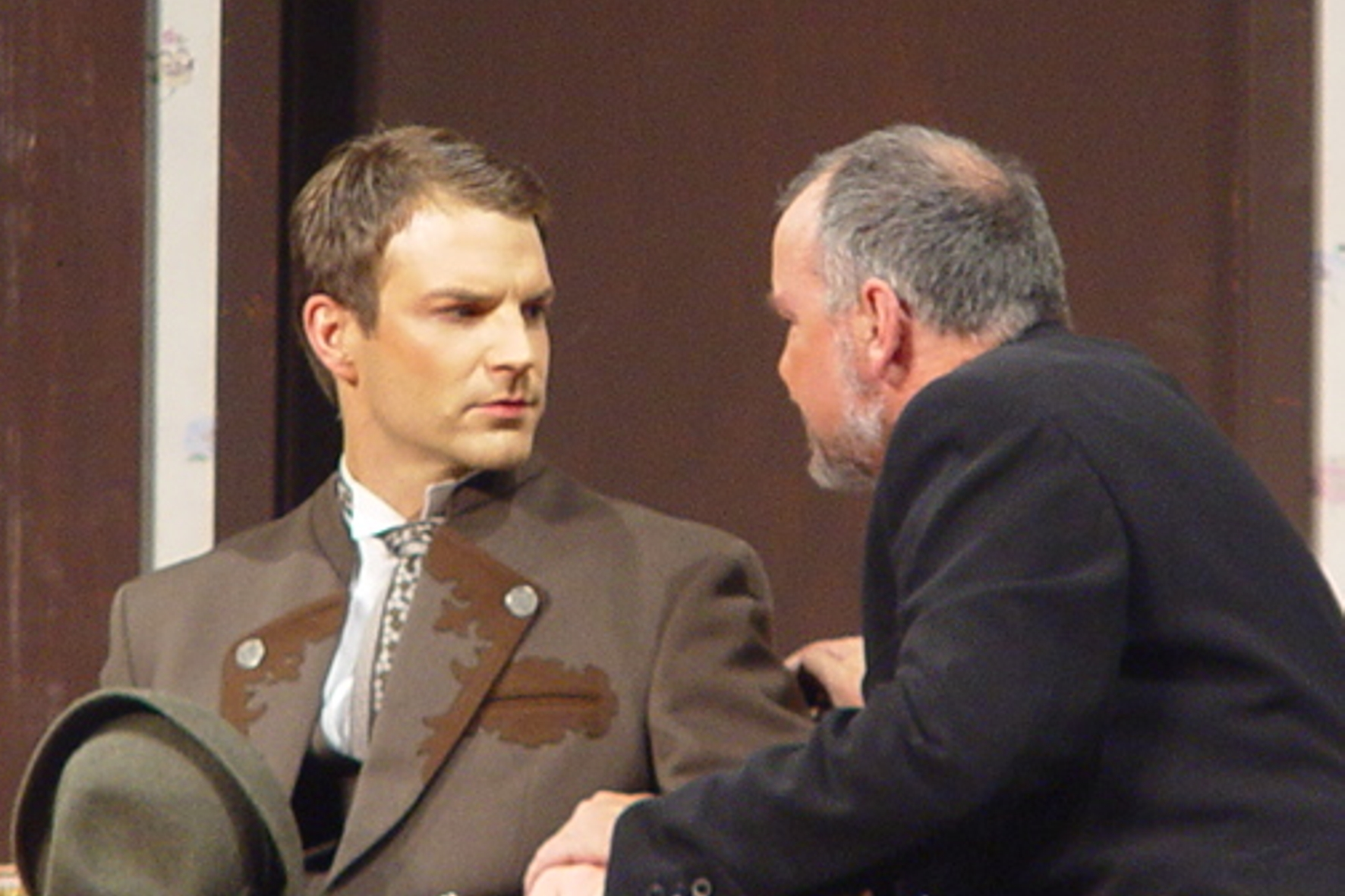
Norman Kalle (à gauche)

Norman Kalle est un acteur allemand né le 7 août 1973 à Brême. Il est connu pour avoir tenu le rôle de Oliver Sommer dans le soap opera Le Rêve de Diana.
Après son bac, il part à Hambourg pour ses études. Il y découvre son amour pour la comédie. Il a suivi pendant plusieurs années des cours de comédie et à notamment travaillé avec le célèbre professeur de method acting John Costopoulos de l'Actors Studio de New York. Il vit à Berlin depuis l'an 2000. 
Il parle français et anglais. Il pratique divers sports tels que le judo, le tennis, le snowboard, la planche à voile, le ski ou le golf.

## Filmographie
- 1997–1998 : Geliebte Schwestern : Rick Hansen
- 1998 : City Express
- 2000–2002 : Au rythme de la vie : Martin Wiebe
- 2003 : En quête de preuves, Gastauftritt
- 2003 : Eine kleine Reisegeschichte (Kurzfilm, HdM Stuttgart) (Einladung zum Max-Ohpüls-Film-Festival 2004)
- 2003 : Sailaway : Benjamin
- 2004 : Fortune et Trahisons
- 2005 : Augenblick
- 2005 : Fadenkreuzung : Félix
- 2006–2007 : Fortune et Trahisons (Der Fürst und das Mädchen) : Leo Bachschuster
- 2007-2010 : Le Rêve de Diana : Oliver Sommer (VF : Benoît DuPac)
- 2008 : 112 Unité d'urgence : Robert Kroll